# هاماملیس چینی
هاماملیس چینی(نام علمی: Hamamelis mollis) نام یک گونه از راسته انجیلی‌سانان است.